# Saint-Étienne-de-Chigny
Saint-Étienne-de-Chigny is een gemeente in het Franse departement Indre-et-Loire (regio Centre-Val de Loire). De plaats maakt deel uit van het arrondissement Tours. Saint-Étienne-de-Chigny telde op 1 januari 2022 1.595 inwoners.

## Geografie
De oppervlakte van Saint-Étienne-de-Chigny bedroeg op 1 januari 2022 21,11 vierkante kilometer; de bevolkingsdichtheid was toen 75,6 inwoners per km².

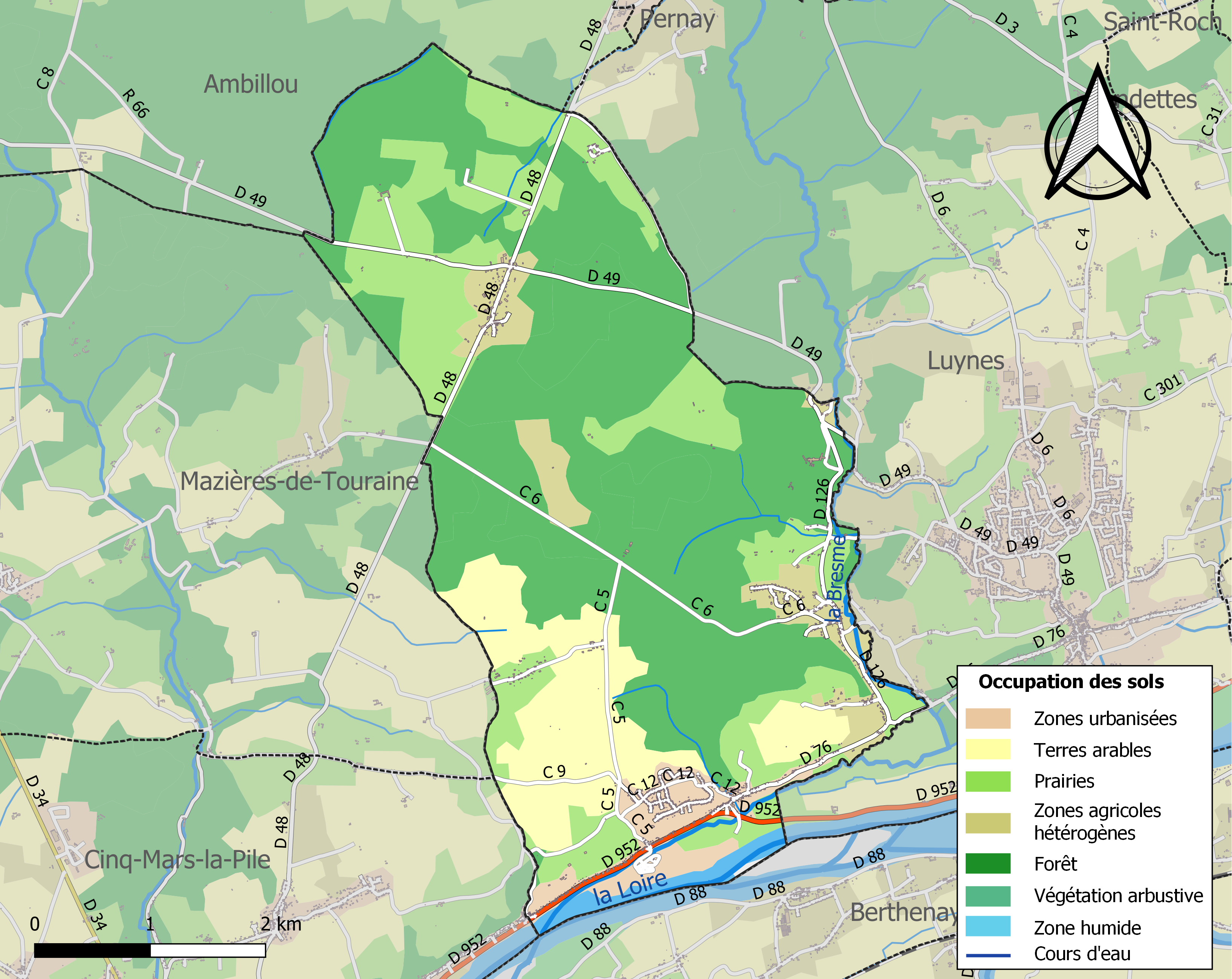
Kaart van de gemeente met de belangrijkste infrastructuur, bodemgebruik en omliggende gemeenten

## Demografie
Onderstaande figuur toont het verloop van het inwonertal (bron: INSEE-tellingen).